# Actinodaphne corymbosa
Actinodaphne corymbosa är en lagerväxtart som beskrevs av Carl Ludwig von Blume. Actinodaphne corymbosa ingår i släktet Actinodaphne och familjen lagerväxter. Inga underarter finns listade i Catalogue of Life.